# Jimmy Sangster
Pour les articles homonymes, voir Sangster.
Jimmy Sangster est un réalisateur, scénariste et producteur de cinéma britannique né le 2 décembre 1927 dans le North Wales (Pays de Galles), et mort le 19 août 2011 à Londres. Il est l'un des piliers de la Hammer films, compagnie spécialisée dans le fantastique et l'épouvante.

## Filmographie comme réalisateur
- 1970 : Les Horreurs de Frankenstein (The Horror of Frankenstein)
- 1971 : La Soif du vampire (Lust for a Vampire)
- 1972 : Sueur froide dans la nuit (Fear in the night) avec Peter Cushing, Ralph Bates et Joan Collins

## Filmographie partielle comme scénariste ou coscénariste
- 1955 : A Man on the Beach de Joseph Losey (court-métrage)
- 1956 : X l'Inconnu (X the Unknown) de Leslie Norman
- 1957 : Frankenstein s'est échappé (The Curse of Frankenstein)  de Terence Fisher
- 1958 : La Revanche de Frankenstein (The Revenge of Frankenstein)  de Terence Fisher
- 1958 : Le Cauchemar de Dracula (Horror of Dracula)   de Terence Fisher
- 1959 : La Malédiction des pharaons (The Mummy)  de Terence Fisher
- 1960 : Les Maîtresses de Dracula (The Brides of Dracula) de Terence Fisher
- 1960 : Jack l'éventreur (Jack the Ripper)  de Robert S. Baker & Monty Berman
- 1960 : Les Criminels (The Criminal)  de Joseph Losey
- 1961 : Hurler de peur (Tast of Fear) de Seth Holt
- 1961 : L'empreinte du Dragon Rouge (The Terror of the Tongs) de Anthony Bushell
- 1962 : L'Attaque de San Cristobal (The Pirates of blood river) de John Gilling
- 1963 : Paranoiac de Freddie Francis
- 1963 : Le Maniaque (The Maniac) de Michael Carreras
- 1964 : Les Pirates du diable (The Devil-ship pirates)  de Don Sharp
- 1965 : Confession à un cadavre (The Nanny)  de Seth Holt
- 1965 : Hysteria de Freddie Francis
- 1965 : Dracula, prince des ténèbres (Dracula, prince of darkness) de Terence Fisher
- 1966 : Plus féroces que les mâles (Deadlier Than The Male) de Ralph Thomas
- 1968 : The Anniversary de Roy W. Baker
- 1970 : Le Mannequin défiguré (Crescendo) d'Alan Gibson
- 1970 : Les Horreurs de Frankenstein (Horrors of Frankenstein)
- 1972 : Mais qui a tué tante Roo ? (Whoever Slew Auntie Roo?) de Curtis Harrington
- 1972 : Sueur froide dans la nuit (Fear in the Night)
- 1977 : Les Forces du mal (Good Against Evil) de Paul Wendkos
- 1978 : Psychose phase 3 (The Legacy) de Richard Marquand
- 1980 : Phobia de John Huston
- 1980 : Il était une fois un espion (Once Upon a Spy)  d'Ivan Nagy

## Œuvre littéraire

### Romans

#### Série policièreJohn Smith
- Private I (1967) Publié en français sous le titre Max n'oublie pas, Paris, Presses de la Cité, Un mystère 3e série no 7, 1969
- Foreign Exchange (1968)

#### Série policièreKaty Touchfeather
- Touchfeather (1968)
- Touchfeather, Too (1970)

#### Série policièreJames Reed
- Snowball (1986) Publié en français sous le titre Un mouroir de poche, Paris, Gallimard, Série noire no 2139, 1988
- Blackball (1987) Publié en français sous le titre Un cercueil en flammes, Paris, Gallimard, Série noire no 2146, 1988
- Hardball (1988) Publié en français sous le titre La Traque infernale, Paris, Gallimard, Série noire no 2192, 1989

#### Autres romans
- The Man Who Could Cheat Death (1959), signé du pseudonyme John Sanson
- The Terror of the Tongs (1962)
- Your Friendly Neighbourhood Death Pedlar (1971)

### Autres publications
- Do You Want It Good Or Tuesday? (1997)
- Inside Hammer (2001)